# Нотобранхові
Нотобранхові (Nothobranchiidae) — африканська родина риб ряду коропозубоподібних. Найближчими родичами є представники родин аплохейлових (Aplocheilidae), що поширені в Азії, на Мадагаскарі та Сейшельських островах, і ривулових (Rivulidae) з Американського континенту. Раніше нотобранхових зараховували до складу аплохейлових.
Родина включає велику й різноманітну групу дрібних рибок, що входять до складу більшості тропічних і субтропічних біомів Африки. Містить близько 300 видів.
Нотобранхові відомі переважно акваріумістам. Пишне й яскраве забарвлення зробили їх популярними акваріумними рибками. Члени клубів та асоціацій акваріумістів, які спеціалізуються на яйцекладних коропозубих, не лише розводять цих риб, а й вивчають їхню таксономію, екологію та поведінку, докладають зусиль до дослідження природного середовища нотобранхових. Як наслідок, більшість публікацій, що стосуються систематики родини, були опубліковані в акваріумних журналах. Натомість репрезентативні зразки все ще рідко зустрічаються в колекціях наукових установ.
Зразки кількох видів з числа акваріумних популяцій, які утримуються в контрольованих умовах, постійно використовуються як експериментальні об'єкти в лабораторних дослідженнях. Особливо це стосується сезонних (однорічних) видів, тривалість життя яких є найкоротшою серед хребетних. Цей факт зробив цих риб важливими модельними організмами для геронтологічних досліджень. Акваріумні популяції нотобранхових використовуються також у молекулярних аналізах для з'ясування родинних зв'язків між окремими видами та родами. Разом із тим багато родів погано діагностуються за морфологічними ознаками, а опису структури їхнього скелету присвячені лише кілька досліджень.

## Поширення
Ареал нотобранхових охоплює тропічні райони континентальної Африки, розташовані на південь від пустелі Сахара, й сягає прибережних низин Південної Африки. Північна межа проходить від низин південної Мавританії річкою Нігер, далі йде на схід до західного Судану, а тоді, огинаючи Ефіопського нагір'я, досягає заходу Сомалі.
Живуть у прісних водах, але відрізняються толерантністю до засолення.

## Опис
Нотобранхові в більшості своїй — це дрібні риби, дорослі особини зазвичай виростають лише до 25–50 мм загальної довжини. Проте деякі види, зокрема Nothobranchius ocellatus, досягають близько 180 мм загальної довжини.
Тіло зазвичай веретеноподібне, може бути вищим або нижчим, в задній частині стиснуте з боків. Плавці мають лише м'які промені. Спинний плавець розташований на задній третині тіла. Грудні плавці посаджені низько, верх їхньої основи знаходиться приблизно на поздовжній осі тіла. Черевні плавці сидять близько один до одного. Хвостовий плавець на кінці зазвичай округлий або обрізаний. Луски досить великі, зазвичай циклоїдні. Бічна лінія розташована переважно на голові, а не на тілі. Щелепи вкриті ворсинчастими зубами.
Для нотобранхових характерний виразний статевий диморфізм. Самці завжди більші за самок і значно яскравіше забарвлені. За очима в них є три косі червоні смужки.

## Класифікація
Через брак досліджень морфології нотобранхових таксономія родини все ще незадовільна. Для деяких родів досі немає формальної діагностики, заснованої на похідних ознаках, а в складі роду Nothobranchius та його підродів види все ще діагностуються суб'єктивно.
Існують різні варіанти класифікації родини. Зокрема варіант проєкту Killi-Data Ж. А. Юбера (фр. Jean Henri Huber) виглядає так:
- Підродина Nothobranchiinae  Garman, 1895
  - Триба Nothobranchiini  Garman, 1895
    - Підтриба Nothobranchiina  Garman, 1895
      - Рід Nothobranchius  Peters, 1868 з підродами Nothobranchius s.s.  Peters, 1868, Adiniops  Myers, 1924, Aphyobranchius  Wildekamp, 1977, Cynobranchius  Costa, 2018, Plesiobranchius  Costa, 2018, Paranothobranchius  Seegers, 1985, Zononothobranchius  Radda, 1969
      - Рід Fundulosoma  Ahl, 1924
      - Рід Pronothobranchius  Radda, 1969

    - Підтриба Aphyosemina  Huber, 2000
      - Рід Aphyosemion  Myers, 1924 з підродами Aphyosemion s.s.  Myers, 1924, Chromaphyosemion  Radda, 1971, Diapteron  Huber & Seegers, 1977, Episemion  Radda & Pürzl, 1987, Iconisemion  Huber, 2013, Kathetys  Huber, 1977, Mesoaphyosemion  Radda, 1977, Raddaella  Huber, 1977, Scheelsemion  Huber, 2013
      - Рід Foerschichthys  Scheel & Romand, 1981
      - Рід Fundulopanchax  Myers, 1924 з підродами Fundulopanchax s.s.  Myers, 1924, Gularopanchax  Radda, 1977, Paludopanchax  Radda, 1977, Paraphyosemion  Radda, 1977, Pauciradius  Wildekamp & Zee, 2005

  - Триба Adamini  Huber, 2000
    - Рід Fenerbahce  Özdikmen, Polat, Yylmaz & Yazycyodlu, 2006 (синонім: Adamas  Huber, 1979)
- Підродина Epiplatinae  Huber, 2000
  - Триба Epiplatini  Huber, 2000
    - Рід Epiplatys  Gill, 1862 з підродами Epiplatys s.s.  Gill, 1862, Lycocyprinus  Peters, 1868, Parepiplatys  Clausen, 1967
    - Рід Aphyoplatys  Clausen, 1967
    - Рід Pseudepiplatys  Clausen, 1967

  - Триба Callopanchini  Huber, 2000
    - Рід Callopanchax  Myers, 1933 (синонім: Roloffia  Clausen, 1966)
    - Рід Archiaphyosemion  Radda, 1977 з підродами Archiaphyosemion s.s.  Radda, 1977 та Nimbapanchax  Sonnenberg & Busch, 2009
    - Рід Scriptaphyosemion  Radda & Pürzl, 1987

Варіанти проєкту Catalog of Fishes Каліфорнійської академії наук та проєкту FishBase виділяють Episemion та Nimbapanchax як окремі роди, а Aphyoplatys та Pseudepiplatys зараховують до роду Epiplatys. FishBase, крім того, показує Raddaella в складі роду Aphyosemion, а Fundulosoma в складі Nothobranchius, а Catalog of Fishes — Diapteron і Raddaella як окремі роди.

## Історія та філогенез
Аплохейловидні поділяються на три родини: аплохейлові, нотобранхові та ривулові. Представники родини аплохейлових поширені в Азії, на Мадагаскарі та Сейшельських островах, нотобранхові мешкають на території континентальної Африки, а родина ривулових об'єднує роди з Нового Світу.
Філогенетичне дерево аплохейловидних, побудоване шляхом поєднання молекулярних і морфологічних даних, свідчить про сестринські групові зв'язки між нотобранховими та ривуловими. Ці дані також підтверджують монофілію африканських таксонів і поділяють їх на дві клади, що відповідають двом підродинам: Nothobranchiinae (Aphyosemion, Fundulopanchax, Nothobranchius) та Epiplatinae (Epiplatys, Callopanchax). Характерно, що представники клади Epiplatinae поширені переважно на захід від Дагомейського розриву, регіону сухих саван, що розділяє африканський тропічний ліс на західний (верхньогвінейський) та східний (нижньогвінейсько-конголезький) сектори. Натомість Nothobranchiinae зустрічаються майже виключно на схід від Дагомейського розриву. Виняток становить Fundulopanchax walkeri з числа Nothobranchiinae, який зустрічається в Гані та Кот-д'Івуарі, а також рід Epiplatys (Epiplatinae), ареал якого включає території як на захід, так і на схід від Дагомейського розриву, перекриваючи ареал роду Aphyosemion по всьому басейну Конго.
Хоча в цієї гіпотези є рішучі опоненти, біогеографічний аналіз вказує на серію подій вікарності, що обумовили розповсюдження представників підряду аплохейловидних, тоді як поширення окремих груп всередині родин сформувалося як подіями вікарності, так і подіями розсіювання, які орієнтовно пов'язані з палеогеографічними сценаріями. Передбачається, що сучасне розселення аплохейловидних є результатом подій вікарності, які добре відповідають моделі розпаду північної частини Гондвани. Предки аплохейлових почали розходитися з предками африкано-неотропічної клади разом із дрейфом субконтиненту Індія-Мадагаскар, що розпочався десь у пізньому юрському періоді (165—135 млн років тому). Відокремлення нотобранхових та ривулових узгоджується з остаточним відокремленням Південної Америки від Африки в період між 110 і 95 млн років тому.
Наступні палеогеографічні події сформували сучасне розселення окремих підрозділів нотобранхових. Розширення жолоба Бенуе (англ. Benue Trough), що сталося в добу крейди, приблизно 90–80 млн років тому, відокремило Західну Африку від решти континенту й створило потенційний географічний бар'єр для окремих груп нотобранхових, ізолювавши на заході клади Archiaphyosemion, Callopanchax, Scriptaphyosemion і Epiplatys. Друга подія вікарності в Африці була пов'язана з початком діяльності Східно-Африканського рифту в добу олігоцену, приблизно 30 млн років тому. Підняття рифтової системи призвело до перебудови басейнів основних африканських річок, утворилися нові бар'єри, що розділили популяції риб у регіонах басейну Конго та Східної Африки. Східні території, де сьогодні живуть представники роду Nothobranchius, виявилися ізольованими від басейну Конго, населену родами Aphyosemion і Fundulopanchax. Ця модель реконструкції також вимагає наступного розповсюдження окремих ліній роду Epiplatys із Західної Африки до регіонів Конго та Східної Африки.

## Спосіб життя
Нотобранхові зустрічаються в мілких прісноводних, рідко солонуватих водоймах. Серед них є типові комахоїдні види, що тримаються біля поверхні води. Інші живуть біля дна й харчуються зоопланктоном. Є й великі хижі види, зокрема Nothobranchius ocellatus.
Представники родів і підродів Nothobranchius, Fundulosoma, Fundulopanchax, Gularopanchax, Paludopanchax, Paraphyosemion, Raddaella, Callopanchax пристосувалися до життя в сезонних водоймах, що висихають під час щорічного сухого сезону. Життєвий цикл цих риб дуже короткий і тісно пов'язаний із місцевим кліматом. Ці види називають сезонними або однорічними. Вони відкладають в замулений ґрунт надзвичайно стійку ікру, яка здатна пережити сухий сезон. Запліднені ікринки захищені від висихання потовщеним хоріоном. У ході свого розвитку ембріони переживають від однієї до трьох діапауз (затримок у розвитку), що дозволяє їм пережити непередбачуваний сухий сезон, поки дощі не заводнять середовище проживання. З настанням вологого сезону з ікри вилуплюються мальки. Вони швидко розвиваються, щоб встигнути визріти й до посухи відкласти ікру. В деяких районах розселення нотобранхових, розташованих ближче до екватора, щороку зазвичай буває два сезони дощів. Тому в місцевих популяціях сезонних риб протягом року виводяться два різних нових покоління.
Акваріумісти та науковці легко місяцями зберігають сухі ікринки сезонних риб.
Представники родів і підродів Epiplatys, Parepiplatys, Aphyosemion, Chromaphyosemion, Diapteron, Kathetys, Mesoaphyosemion, Archiaphyosemion мешкають у постійних водоймах і не є однорічними. Ікра в них розвивається безперервно. Певною мірою перехідну позицію займає підрід Chromaphyosemion, в його представників ікра може переживати часткове висихання.
Своє потомство нотобранхові не охороняють.

## Галерея

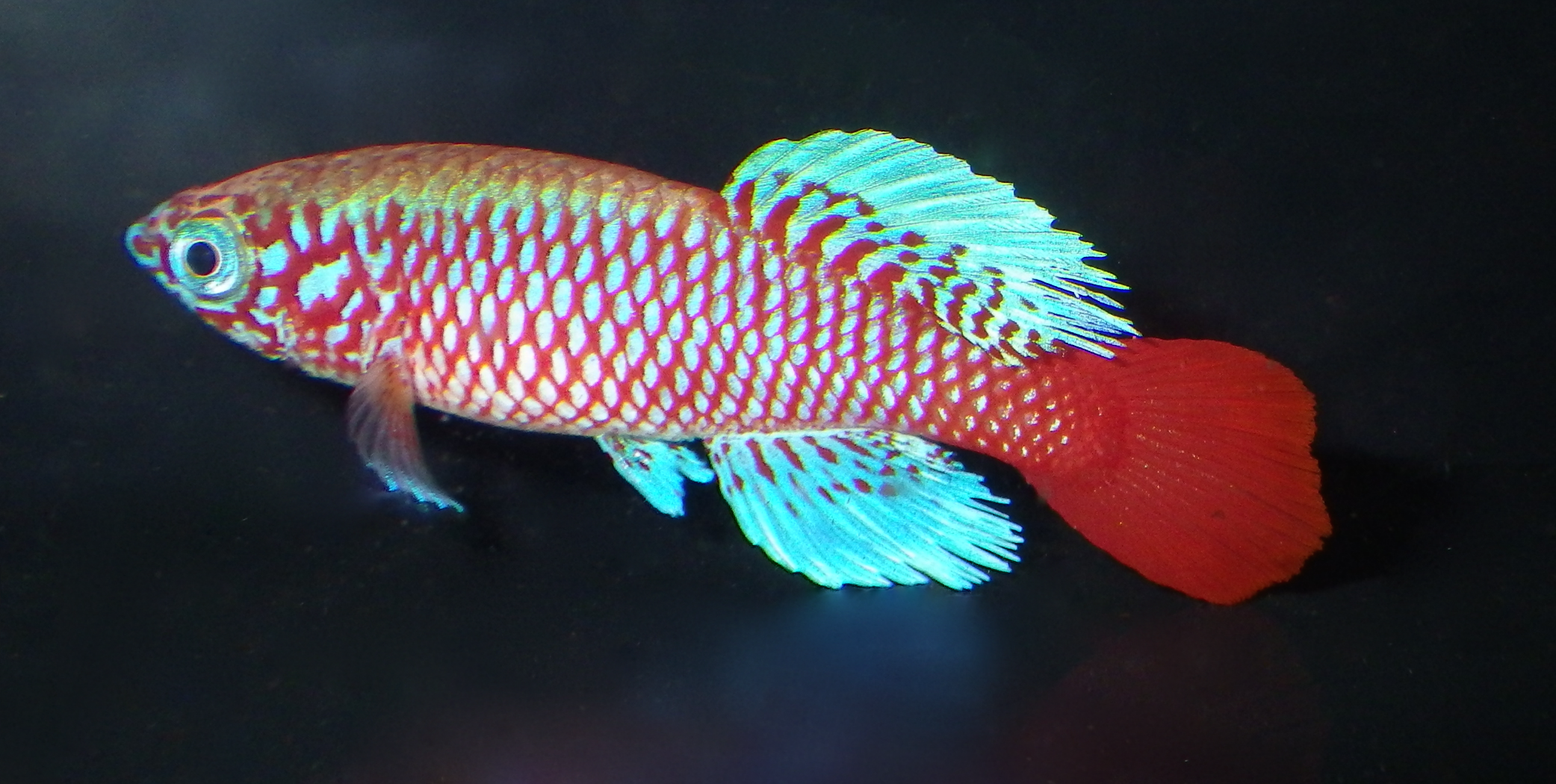
Nothobranchius kilomberoensis
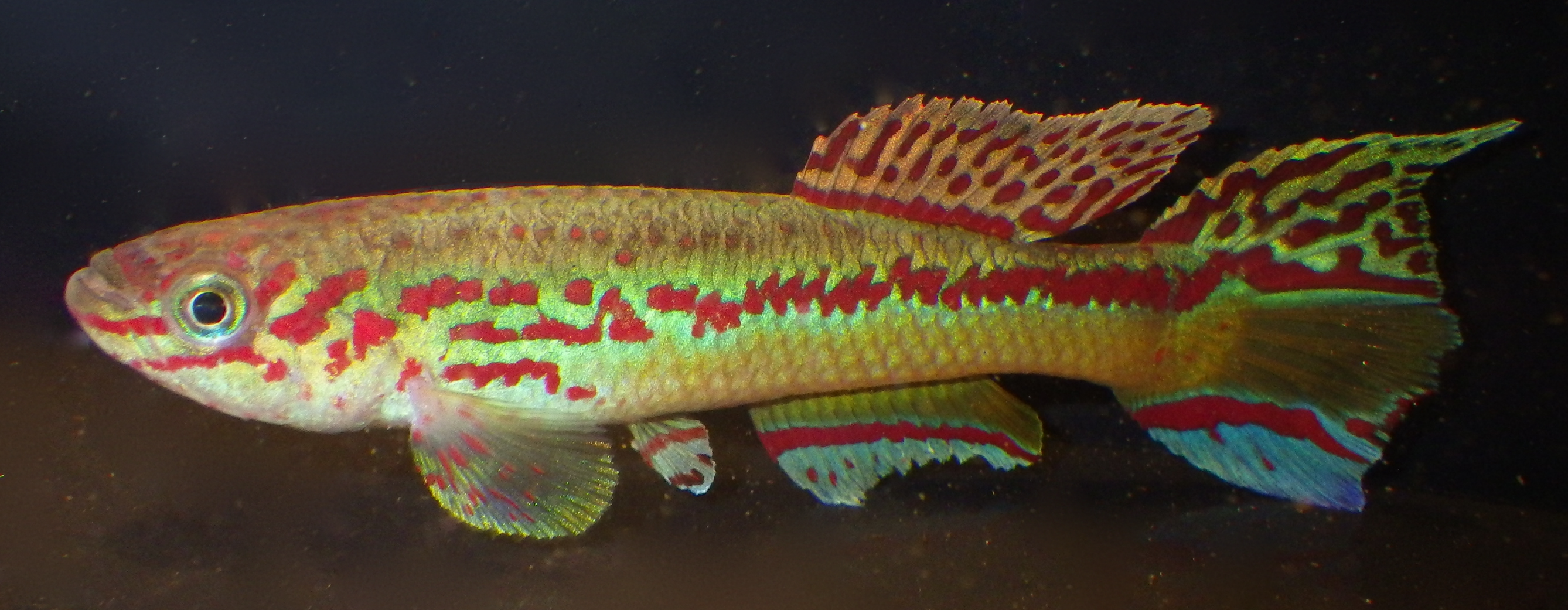
Fundulopanchax amieti
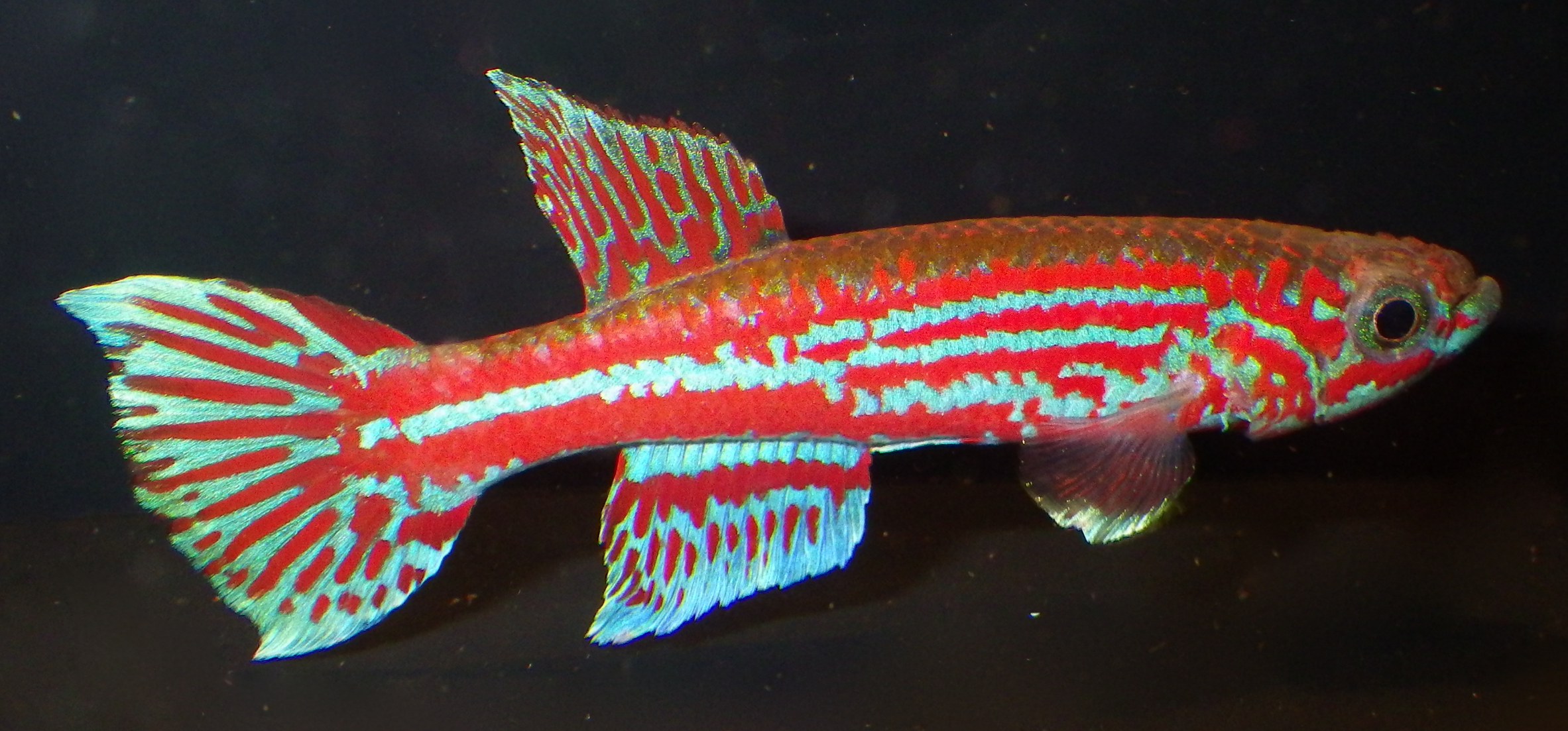
Aphyosemion ogoense
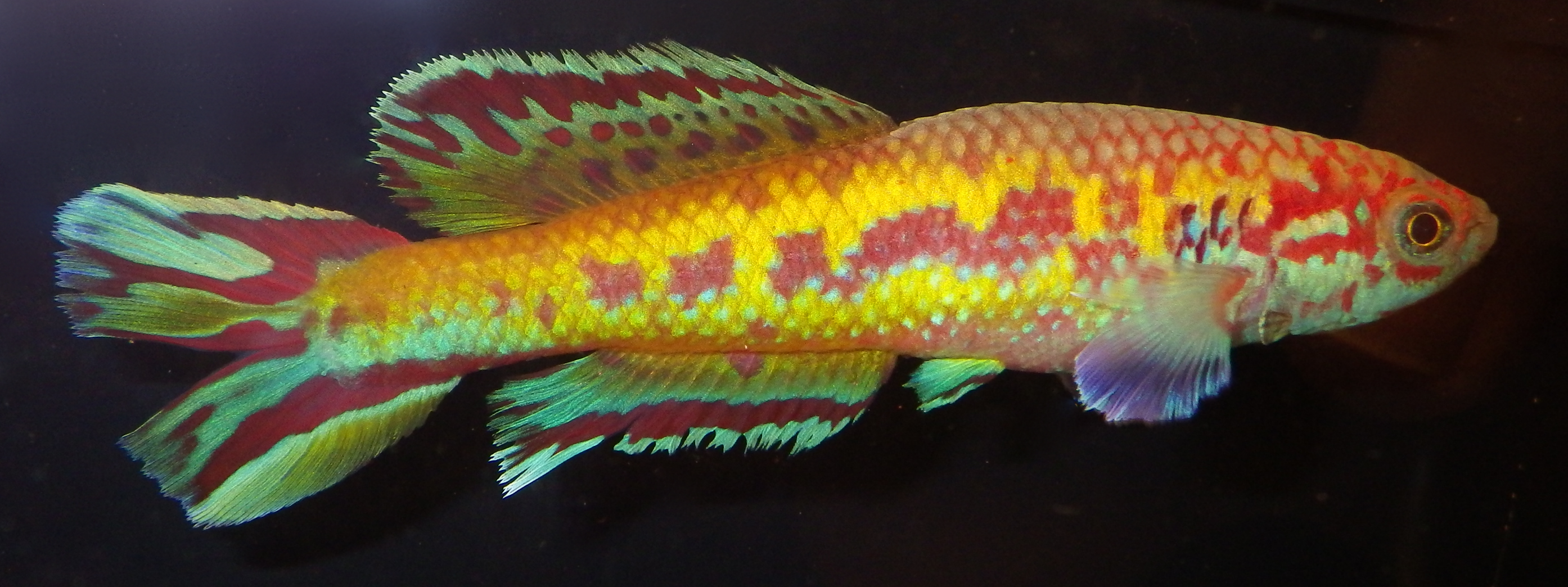
Callopanchax occidentalis
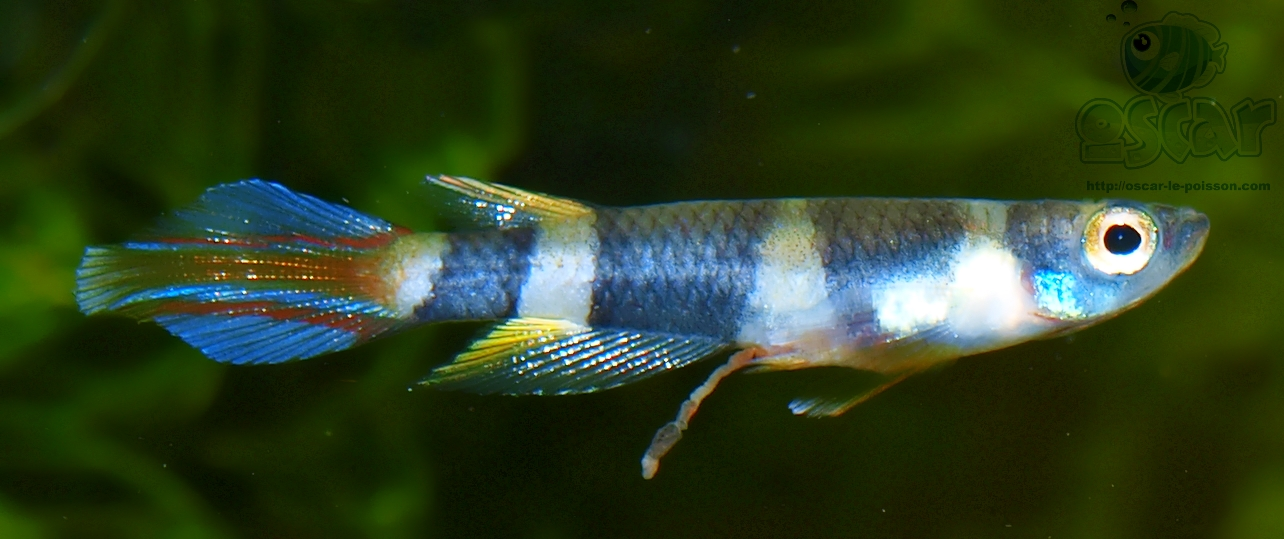
Epiplatys annulatus